# Massapê do Piauí
Massapê do Piauí är en kommun i Brasilien.   Den ligger i delstaten Piauí, i den östra delen av landet, 1 200 km nordost om huvudstaden Brasília. Antalet invånare är 6 222.
Omgivningarna runt Massapê do Piauí är huvudsakligen savann. Runt Massapê do Piauí är det glesbefolkat, med 13 invånare per kvadratkilometer.